# Sazae-san
Sazae-san (サザエさん) és una sèrie de manga japonesa yonkoma escrita i il·lustrada per Machiko Hasegawa. Va ser publicat per primera vegada al diari local de Hasegawa, el Fukunichi Shinbun (フクニチ新聞), el 22 d'abril de 1946. Quan Asahi Shimbun va voler que Hasegawa dibuixés el còmic de quatre panells per al seu diari, es va mudar a Tòquio en 1949 amb l'explicació que els personatges principals també s'havien mudat de Kyūshū a Tòquio. El manga va tractar sobre situacions contemporànies a Tòquio fins que Hasegawa es va retirar i va acabar la sèrie el 21 de febrer de 1974.
Una adaptació televisiva d'anime de TCJ (després rebatejada com Eiken) va començar a emetre al Japó el 1969 i té el rècord mundial Guinness de la sèrie de televisió animada de major durada. També s'ha adaptat a un programa de ràdio, obres de teatre i cançons.

## Argument
Sazae-san relata la vida quotidiana de la Sazae Fuguta, una jove japonesa que viu a casa dels seus pares amb el seu germà petit Katsuo, la seva germana petita Wakame, el seu marit Masuo i el seu fill petit Tara, i a través d'ella, es descriu amb humor l'evolució de la societat i la família japonesa a partir de la postguerra.

## Contingut de l'obra

### Manga
La tira còmica va ser publicada en forma de llibre per Shimaisha (姉妹社) entre 1946 i 1974, que Machiko va dirigir amb la seva germana, Mariko. L'abril de 1993, aquesta editorial va tancar i els còmics van quedar exhaurits. El mateix any, Asahi Shimbun va comprar el dret de publicar els quaranta-cinc volums de butxaca.
El 1999, el manga tenia més de 86 milions de còpies en circulació, la qual cosa el va convertir en una de les sèries de manga més venudes de tots els temps. Sazae-san va guanyar el vuitè premi Bungeishunjū Manga el 1962.

### Anime
El 5 d'octubre de 1969, Fuji Television va estrenar una sèrie d'anime de Sazae-san, que encara s'emet avui dia, la qual cosa la converteix en una de les sèries de televisió amb guió més llargues de la història i l'anime més longeu. L'hora d'emissió és cada diumenge de 18:30 a 19:00 i no s'ha modificat mai des dels seus inicis. El format és en forma de tres vinyetes. La sèrie d'anime té alguns personatges, com els companys de classe de Katsuo, que no han aparegut a les obres originals de Hasegawa.
El 5 de setembre de 2013, aquest anime va ser guardonat amb el rècord mundial Guinness per a la "sèrie de televisió de dibuixos més llarga". El rècord continua batent fins i tot a dia d'avui. A 2023, se n'han emès més de 8540 episodis. Només s'ha aturat l'emissió de nous episodis dos cops: la primera, durant aproximadament un mes a partir del febrer de 1975, a causa de la crisi energètica dels anys setanta; la segona, durant aproximadament un mes a partir de maig de 2020, a causa de la COVID-19. Malgrat això, en la franja horària s'hi van programar episodis passats.
Els episodis es basen en capítols del manga de Machiko Hasegawa, a partir del qual se'n crea una història original. Com que el manga original té capítols finits, es crea una nova història cada pocs anys utilitzant els mateixos capítols. Al començament de l'anime, era una comèdia de bufetada amb referències a Tom i Jerry, però en un any s'havia convertit en un drama familiar tranquil. Des d'aquest moment fins a l'actualitat, no hi ha hagut cap canvi important d'estil durant més de 50 anys, des de la direcció, el guió i el disseny de personatges.